# Opistophthalmus
Opistophthalmus ist eine im südlichen Afrika und mit zwei Arten in Ostafrika verbreitete Gattung der Familie Scorpionidae innerhalb der Ordnung Skorpione. Sie ist die artenreichste und in ihrem Verbreitungsgebiet die einzige Gattung der Scorpionidae. Mit etwa 60 Arten in einem relativ begrenzten Gebiet weist sie eine große Diversität auf. Viele ihrer Arten haben nur ein sehr kleines Verbreitungsgebiet von wenigen Quadratkilometern Fläche.
Fast alle Vertreter von Opistophthalmus leben in selbst gegrabenen Wohnröhren, die sie nur selten verlassen. Viele haben körperliche Anpassungen an die von ihnen bewohnten Lebensräume entwickelt. Dazu gehört bei felsenbewohnenden Arten, von denen einige keine Wohnröhren graben, sondern nur flache Aushöhlungen unter Steinen freilegen, ein abgeflachter Körper. Die Sandbewohner weisen an den Beinen eine dichte Behaarung auf, die ihnen das Fortschleudern von Sand beim Graben ihrer Baue erleichtert. Sehr weit gehende Anpassungen zeigen jene Arten, die ihre Wohnröhren in hartem Lehmboden graben. Sie verfügen über besonders kräftige Cheliceren (Kieferklauen), mit denen sie den harten Boden in kleinen Stücken abtragen. Ihre Augen sind, wie bei Opistophthalmus glabrifrons, weit nach hinten verlagert, um im Prosoma Raum für die Muskulatur der Cheliceren zu schaffen.
Manche körperliche Merkmale von Opistophthalmus sind einzigartig unter den Skorpionen, wie die Organe zur Stridulation und zur Chemorezeption an den Cheliceren. Darüber hinaus haben manche Arten eine außergewöhnlich hohe Anzahl von Trichobothrien auf den Pedipalpen, andere eine sehr geringe Zahl von Kammzähnen an den Kammorganen.

## Merkmale

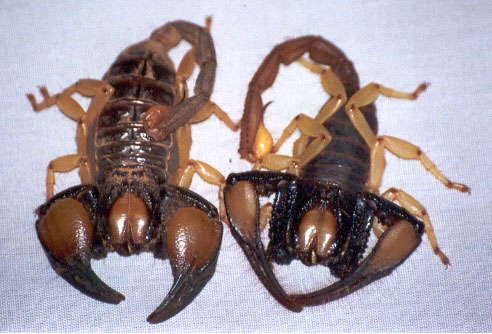
Opistophthalmus pallipes, links weibliches und rechts männliches Exemplar

Die Arten der Gattung Opistophthalmus sind von stark unterschiedlicher Größe. Zu ihnen zählen mit dem 160 mm Länge erreichenden Opistophthalmus gigas einer der größten und mit dem gerade 40 mm langen Opistophthalmus pygmaeus der kleinste Vertreter der Familie Scorpionidae. Die Arten weisen unterschiedliche Färbungen auf, von einheitlich dunkelbraun oder schwarz bis einheitlich blassgelb. Darüber hinaus gibt es zahlreiche Arten mit dunkler Grundfarbe, bei denen Sternum, Metasoma, einzelne Tergiten, das Telson, Beine, Pedipalpen oder Chelae hell gefärbt sind. Der Sexualdimorphismus ist häufig stark ausgeprägt.
Der Carapax hat bei Opistophthalmus am vorderen Rand nur eine flache Einbuchtung, die bei manchen Arten ganz fehlt. Bei Pandinus und Heterometrus ist diese Einbuchtung tief U-förmig eingeschnitten. Auf dem Carapax befinden sich drei seitliche (laterale) Augenpaare, bei wenigen Arten jedoch nur zwei. Das in der Mittellinie liegende (mediane) Augenpaar kann aus der Mitte nach vorne oder, zum Beispiel bei Opistophthalmus glabrifrons, extrem weit nach hinten verschoben sein. Das Sternum ist länger als breit und in den meisten Fällen fünfeckig. Auf den Sterniten und an den Unterseiten der ersten vier Glieder des Metasomas befinden sich häufig ungewöhnliche Oberflächenstrukturen. Die bei den Skorpionen fast immer auf dem Metasoma vorhandenen Kiele (Carinae) sind bei Opistophthalmus nur schwach ausgebildet oder sie fehlen ganz. Die Zähne des Kammorgans sind kurz und gebogen, und nur bei den Männchen weniger Arten lang und gerade. Einige Arten haben eine ungewöhnlich geringe Anzahl von Zähnen an den Kammorganen, darunter in einem Fall die niedrigste bislang bei einer Skorpionart festgestellte Zahl.
An den Coxen der Cheliceren haben die meisten Arten bei beiden Geschlechtern zwei Formen von Seten, die der Stridulation und der Chemorezeption dienen. Diese Organe kommen bei anderen Gattungen der Skorpione nicht vor. Die Finger der Chelae sind glatt und nur bei wenigen Arten mit Granulae besetzt. An den Coxen der Pedipalpen und des ersten Beinpaars befinden sich keine Stridulationsorgane. Einige Arten weisen eine außergewöhnlich große Zahl von Trichobothrien auf den Pedipalpen auf.
Fast alle Arten der Gattung Opistophthalmus haben morphologische Anpassungen an die von ihnen besiedelten Lebensräume entwickelt, die ihnen Vorteile bei der Fortbewegung auf Sand oder beim Graben in hartem Boden bieten. Bei den auf Wanderdünen lebenden Arten Opistophthalmus flavescens und Opistophthalmus holmi sind diese Anpassungen extrem ausgeprägt. Die Klauen an den Tarsen sind stark vergrößert, ihre hinteren Beine haben wegen der zahlreichen Setae eine bürstenartige Erscheinung, und ihre Kammorgane sind verkleinert, mit einer stark reduzierten Anzahl der Kammzähne. Andere Arten bevorzugen felsige Lebensräume. Die männlichen Tiere von Arten wie Opistophthalmus austerus, Opistophthalmus karrooensis und Opistophthalmus pallipes erweitern Spalten unter oder zwischen Felsen. Ihr Körperbau ist an diese Lebensweise angepasst, indem Prosoma und Mesosoma im Vergleich zu anderen Arten stark abgeflacht sind.
Opistophthalmus glabrifrons gräbt seine Wohnröhren in hartes lehmiges Substrat. Er benutzt zum Graben nicht seine Chelae, sondern löst das Material mit seinen vergrößerten Cheliceren und befördert es mit den Hinterbeinen aus der Röhre. Dementsprechend ist die Cheliceren-Muskulatur stark entwickelt und beansprucht im vorderen Prosoma viel Raum. Dieser Umstand wurde als Erklärung für die Verschiebung des medialen Augenpaars nach hinten herangezogen. Die Beine dieser in hartem Boden grabenden Arten sind kürzer und kräftiger, mit kurzen Klauen und kräftigen Makrosetae an den Tarsen.

## Verbreitung und Lebensraum

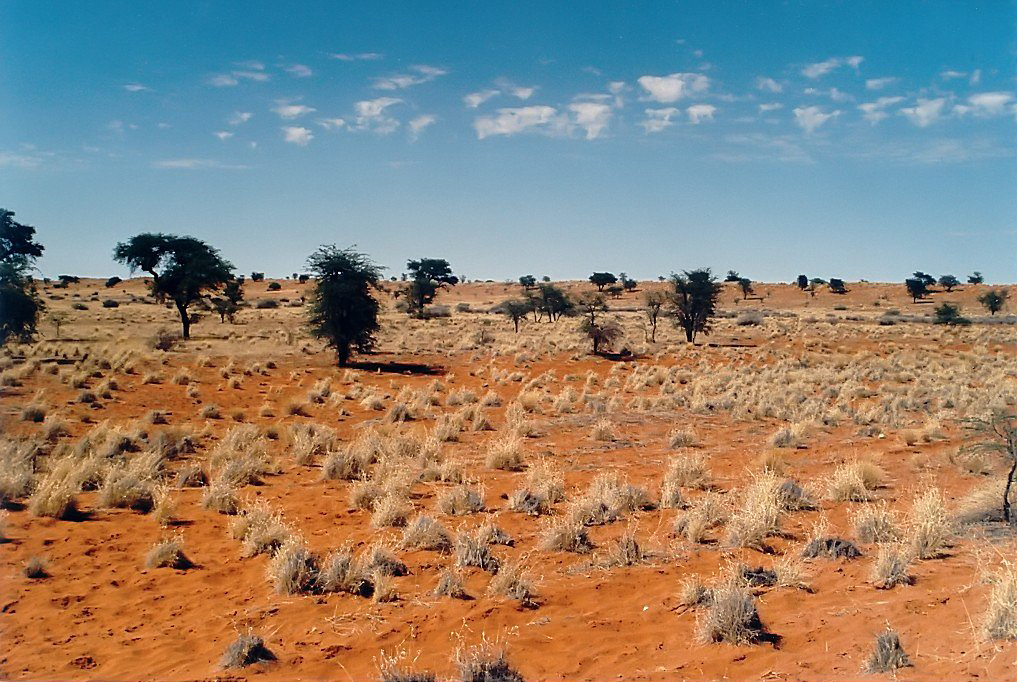
Kalahari, Namibia, Sandwüste als Lebensraum der psammophilen Arten

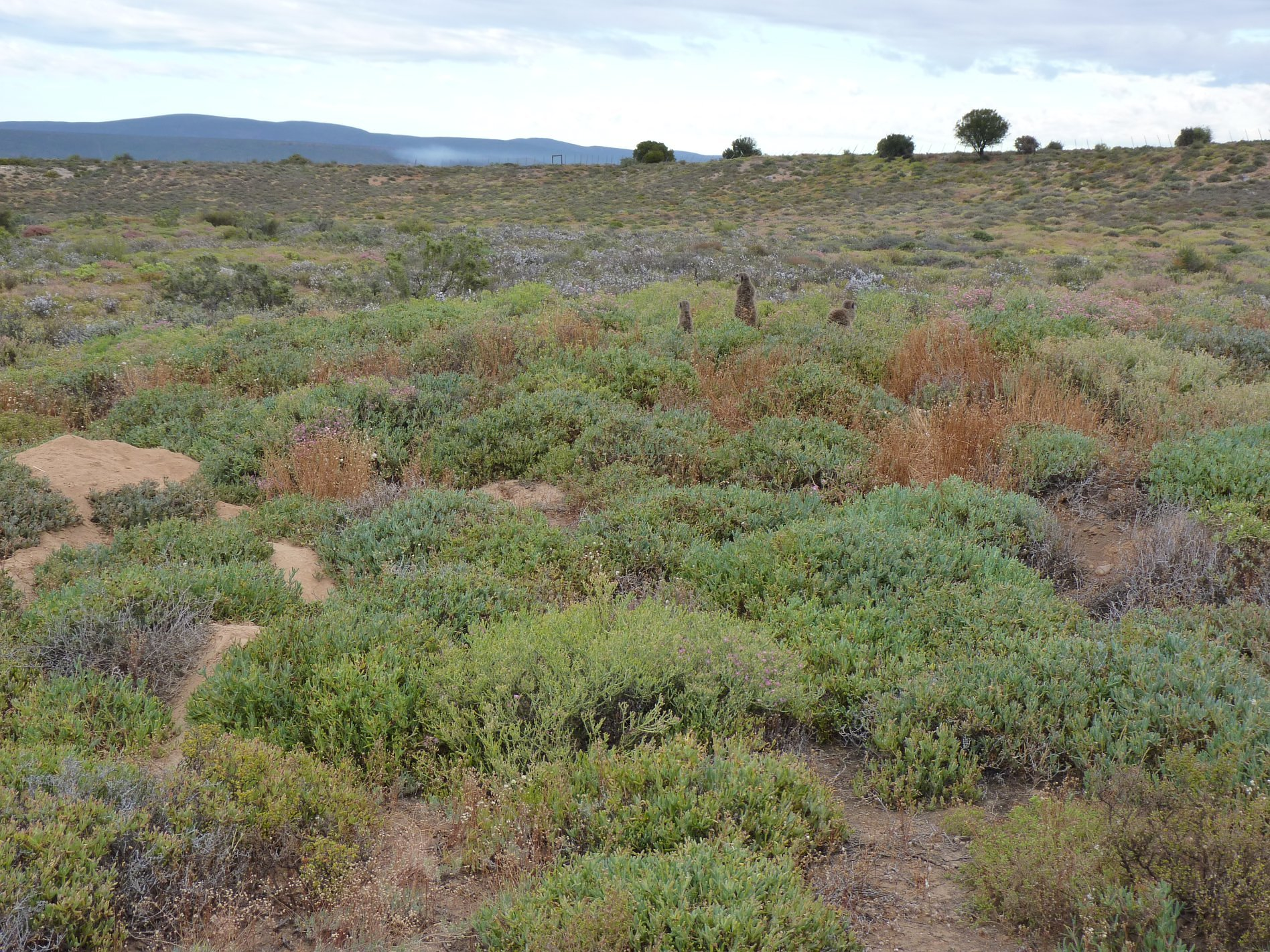
Kleine Karoo, Südafrika, Halbwüste als Lebensraum der pelophilen Arten

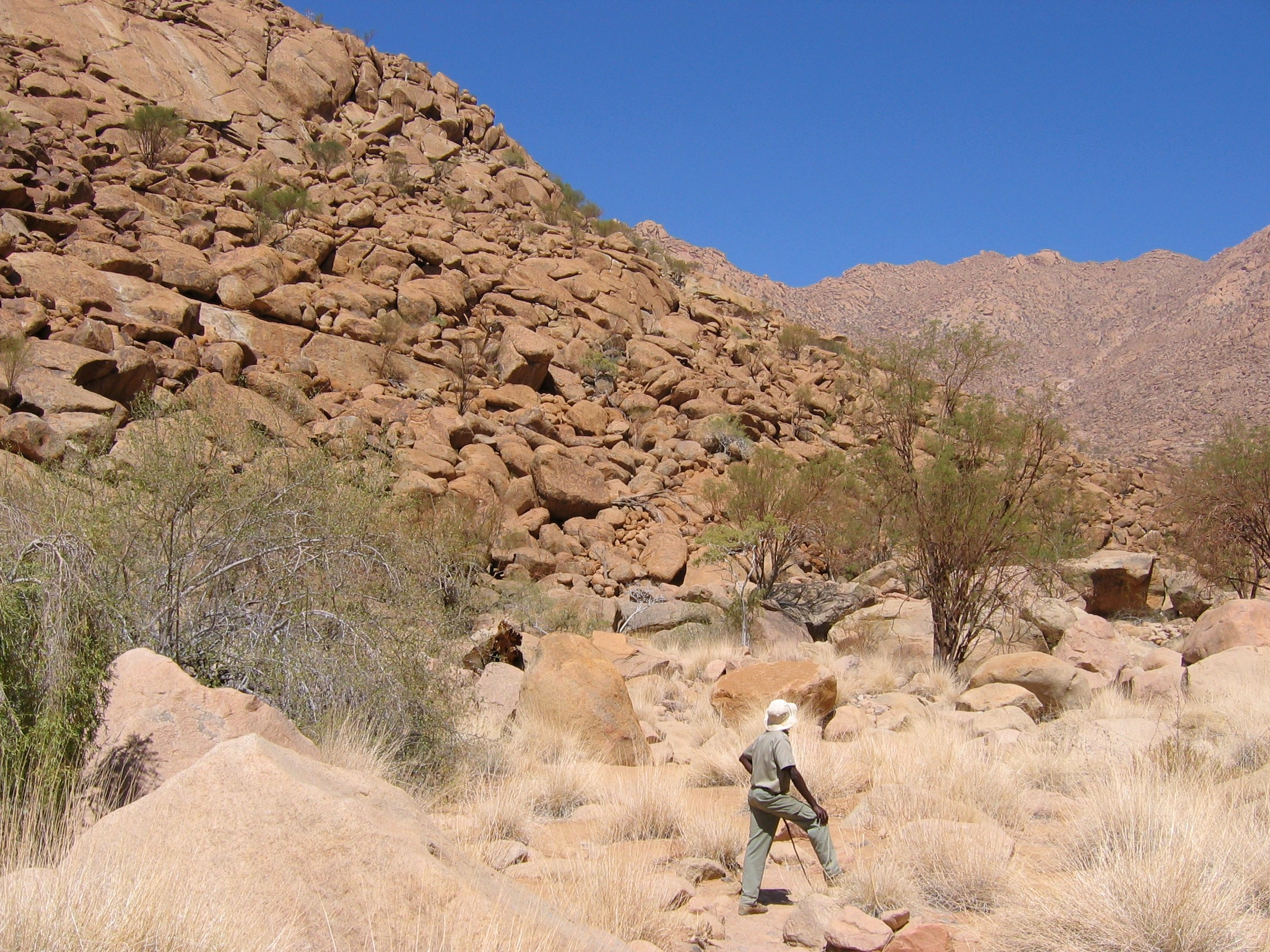
Brandberg-Massiv, Namibia, felsiger Lebensraum der lithophilen Arten

Opistophthalmus ist im südlichen Afrika bis zum 15. Breitengrad und mit zwei Arten bis zum Kilimanjaro in Ostafrika verbreitet. Sie ist in ihrem Verbreitungsgebiet die einzige Gattung der Familie Scorpionidae. In der älteren Literatur enthaltene Fundmeldungen von Arten der Gattung Pandinus waren falsch. Innerhalb dieses Verbreitungsgebiets stellt die Gattung Opistophthalmus mit etwa 60 beschriebenen Arten mehr als 40 % der dort lebenden Skorpionarten. Damit liegt sie hier als umfangreichste taxonomische Gruppe vor der gesamten als artenreich bekannten Familie Buthidae.
Die Skorpionfauna des südlichen Afrika besteht überwiegend aus Arten mit kleinem Verbreitungsgebiet. Die Gattung Opistophthalmus ist keine Ausnahme, fast die Hälfte ihrer Arten besiedelt Areale von weniger als 500 Quadratkilometern Fläche. Für die Verbreitung der Arten von Opistophthalmus wird als entscheidend betrachtet, dass sie überwiegend an Lebensräume mit einer bestimmten Bodenbeschaffenheit gebunden sind. Dabei ist die Härte des Substrats von größerer Bedeutung als seine Zusammensetzung. Einige der pelophilen (lehmliebenden oder lehmbewohnenden) Arten, Opistophthalmus boehmi, Opistophthalmus carinatus und Opistophthalmus glabrifrons, haben im Vergleich zu den psammophilen (sandbewohnenden) Verwandten sehr große Verbreitungsgebiete. Das wird damit erklärt, dass sie aufgrund ihrer erworbenen Fähigkeit zum Graben in hartem Substrat ein breiteres Spektrum an Habitaten besiedeln können.
Über das Verbreitungsgebiet hinweg leben die Arten der Gattung überwiegend im trockenen westlichen Teil der Region. Nur wenige besiedeln trockene Gegenden im Osten wie die südafrikanischen Provinzen Ostkap und Limpopo. Oft sind sie an bergige und felsige Lebensräume gebunden.
Innerhalb mancher Gebiete kommen verschiedene Arten der Gattung Opistophthalmus gemeinsam vor, die sich in der Größe der ausgewachsenen Tiere deutlich voneinander unterscheiden. Das betrifft in der Namib Opistophthalmus flavescens und Opistophthalmus holmi, sowie in der Kalahari Opistophthalmus concinnus und Opistophthalmus wahlbergii. Dieser Umstand, der auch von Arten der Gattung Hadogenes bekannt ist, wird damit begründet, dass so zumindest für ausgewachsene Exemplare als Prädatoren unterschiedlich großer Beutetiere eine geringere Nahrungskonkurrenz besteht. Dem wird entgegengehalten, dass es während des Heranwachsens Phasen geben muss, in denen gleich große Individuen verschiedener Arten gemeinsam vorkommen.
Ein anderer Erklärungsversuch für das Auftreten nahe verwandter Arten im gleichen Gebiet führt die bevorzugte Härte des Bodens als Grund für eine verminderte Konkurrenz zwischen den betroffenen Arten an. So gräbt Opistophthalmus concinnus seine Höhlen in Kalkstein, und Opistophthalmus wahlbergii bevorzugt Lössboden. Auch die bevorzugte Lage der Baue scheint von Bedeutung zu sein. Opistophthalmus granifrons lebt mit Opistophthalmus peringueyi und Opistophthalmus boehmi mit Opistophthalmus lawrencei im gleichen Gebiet. Während die jeweils erstgenannten ihre Baue am Fuß von Inselbergen in sandigen Lehmboden graben, suchen die anderen Schutz unter Steinen.

## Lebensweise

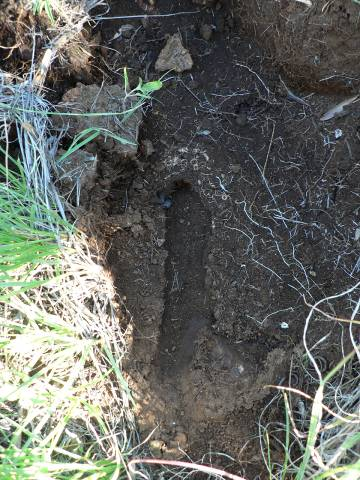
Eingang einer Wohnröhre von Opistophthalmus pugnax, mit dem offenliegenden Zulauf

Die Arten von Opistophthalmus werden in lithophil (steinbewohnend), pelophil (lehmbewohnend) oder psammophil (sandbewohnend) lebende unterschieden. Keine einzige Art ist ein Waldbewohner, der sich unter Baumrinde Unterschlupf sucht, und es gibt auch keine Höhlenbewohner. Die lithophilen Arten wie Opistophthalmus karrooensis und Opistophthalmus pallipes leben in Felslandschaften, einige von ihnen haben die Fähigkeit zum Bau von Wohnröhren verloren und suchen Unterschlupf unter Steinen.
Die pelophilen Arten – zu ihnen gehören Opistophthalmus boehmi und Opistophthalmus glabrifrons – graben ihre Wohnröhren in Lehm oder Ton, der oft mit Sand versetzt, stark verdichtet und ausgehärtet ist. Im Unterschied zu den Sandbewohnern graben sie nicht mit den Pedipalpen, sondern mit den Cheliceren. Für mehrere Arten ist das Graben detailliert beschrieben worden. Das mit den Cheliceren gelöste Material wird mit den ersten beiden Beinpaaren nach hinten und aus der Röhre heraus geschleudert, während die beiden hinteren Beinpaare für den erforderlichen Gegenhalt sorgen. Mit den beiden Pedipalpen stützt sich der Skorpion meistens nach vorne ab, um ein Vornüberkippen zu vermeiden. Gelegentlich werden sie auch zum Fortschaufeln von Erdreich benutzt. Feuchte Erde, deren Bewegung einen höheren Kraftaufwand erfordert, wird auch dadurch bewegt, dass der Skorpion in der Röhre rückwärts läuft und das Material mit jedem Schritt ein wenig zurückschiebt. Bei der Konstruktion von Vorkammern der Baue wird auch das Metasoma zum Fortschieben von Erdreich verwendet. Dazu krümmt der Skorpion sein Metasoma zur Seite und schiebt das Material mit anschließendem Strecken fort.
Zu den stark spezialisierten Arten gehören die psammophilen Arten. Opistophthalmus flavescens und Opistophthalmus holmi leben auf Wanderdünen und graben ihre Baue in Sand. Sie dienen ihnen nicht nur als Ansitz für das Lauern auf Beute, sondern auch als Möglichkeit des Rückzugs vor den extrem hohen Bodentemperaturen.

### Wohnröhren
Fast alle Arten der Gattung Opistophthalmus leben zumindest als Jungtiere in selbst unter Steinen oder auf freien Flächen gegrabenen Wohnröhren. Da die Skorpione der Gattung eine starke Neigung zum Kannibalismus aufweisen, werden die Baue – abgesehen von der Paarungszeit und während der Brutpflege – stets alleine bewohnt. Die Eingänge der Wohnröhren können aufgrund ihrer für Mitglieder der Familie Scorpionidae typischen ovalen, nieren- oder sichelförmigen Gestaltung leicht von jenen der Baue anderer grabender Tiere unterschieden werden. Bewohnte Baue haben häufig am Eingang einen Wall aus aufgeschütteter Erde, die das Hereinfließen von Regenwasser vermeiden hilft. Manche Arten graben nur flache kurze Röhren, andere wiederum lange, spiralig gewundene und bis in mehr als einen Meter Tiefe reichende Tunnel.
Die Wohnröhren von Opistophthalmus capensis waren Gegenstand eingehender Untersuchungen. Dieser Skorpion gräbt seine Wohnröhren unter Steinen. Dabei wird unter dem Stein, der Durchmesser von 15 bis über 60 cm haben kann, ein Zulauf an der Bodenoberfläche ausgescharrt, der in den meisten Fällen kurz vor dem Eingang der Wohnröhre zu einer Vorkammer erweitert wird. Die Wohnröhre führt in einem Winkel von etwa 40 Grad schräg abwärts und endet nach etwa 20 cm mit einer leichten Erweiterung zu einer abschließenden Kammer. Männliche Tiere beschränken sich häufig auf sehr kurze Wohnröhren, oder sie legen nur einen Zulauf an. Die Vorkammer ist der übliche Ort der Nahrungsaufnahme, nur selten wurden in den abschließenden Kammern der Wohnröhren Nahrungsreste gefunden. Die psammophile Art Opistophthalmus flavescens gräbt 30 bis 50 cm tiefe Wohnröhren in den verfestigten Sand an den Hängen von Dünen.

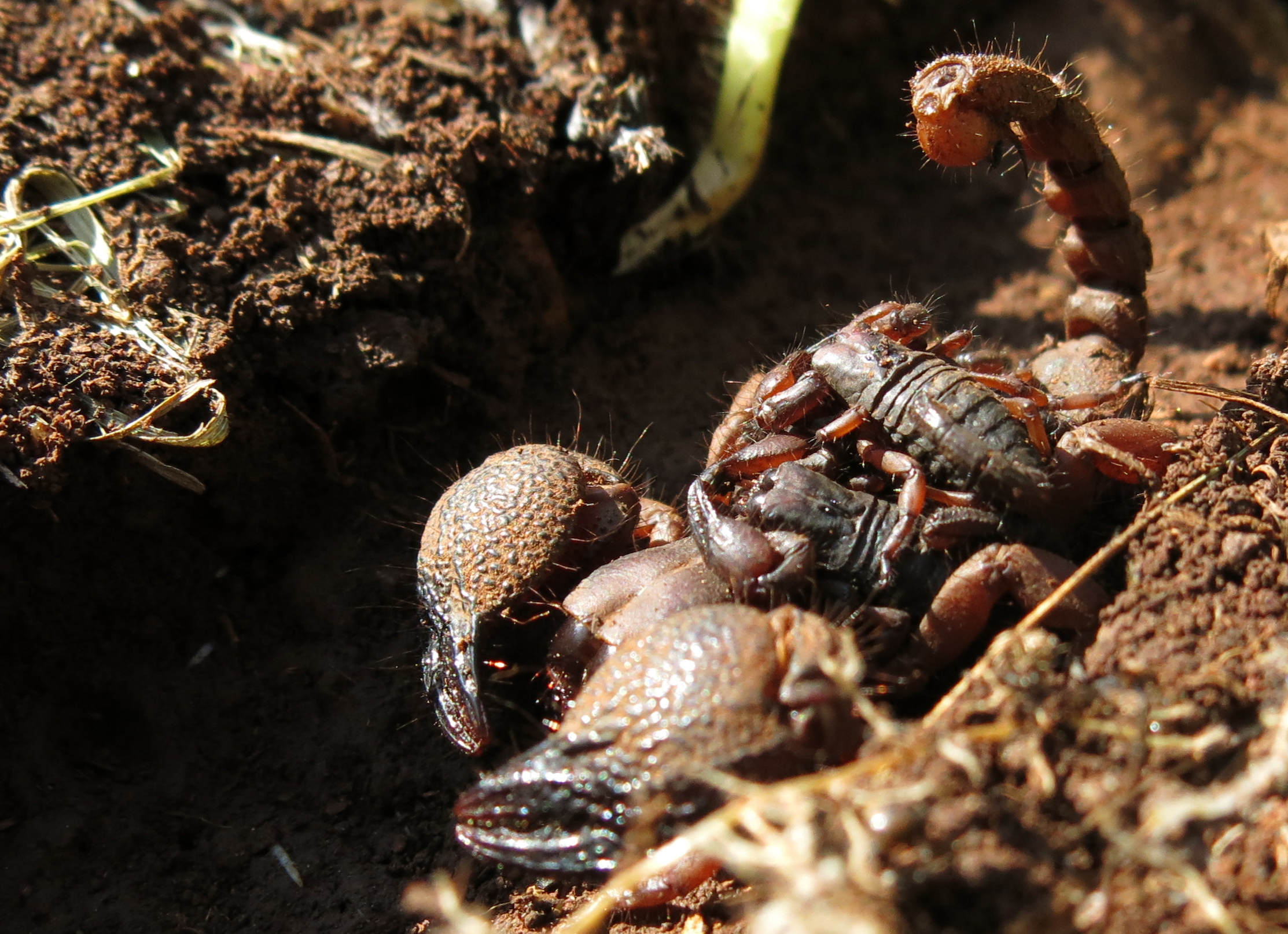
Ein Weibchen von Opistophthalmus pugnax, mit schon älteren Jungtieren auf dem Rücken

Vielfach verlassen die Jungtiere den Bau der Mutter, in dem sie aufgewachsen sind, graben sich in unmittelbarer Nähe eine eigene Wohnröhre von nur einem oder zwei Zentimetern Länge und erweitern sie bei fortschreitendem Wachstum immer weiter. Das Verbleiben der Folgegenerationen am Ort ihrer Geburt, oft ohne jemals den Bau zu wechseln, führt bei manchen Arten lokal zu hohen Populationsdichten.
Die Baue oder Unterschlupfe von Opistophthalmus spielen im Leben der Tiere die zentrale Rolle. Hier finden Nahrungsaufnahme, Häutung, Balz, Paarung, Geburt der Jungen und deren Aufzucht statt. Zum Nahrungsfang begeben sich die Tiere an die Eingänge ihrer Wohnröhren, erwarten als Lauerjäger vorbeilaufende potentielle Beute und stürzen sich auf sie. Die getöteten Beutetiere werden dann zum Verzehr in den Bau gezogen. Lediglich während der Paarungszeit im Frühjahr, also September bis November, verlassen die männlichen Tiere ihren Bau, um sich auf die Suche nach einem paarungsbereiten Weibchen zu machen. Brautwerbung und Paarung finden wiederum im Bau des weiblichen Tieres statt.

### Paarungsverhalten
Bis zur Mitte des 20. Jahrhunderts war niemals ein vollständiger Paarungsakt von Skorpionen beobachtet worden, und man war der Ansicht, dass es zu einem Kopulationsakt mit innerer Befruchtung komme. Voneinander unabhängige Beobachtungen der Paarung von Skorpionen der Gattung Centruroides und von Opistophthalmus latimanus in Terrarien führten Mitte der 1950er Jahre zu der Erkenntnis, dass die Paarung mit der Übergabe einer Spermatophore endet. Dabei wurde auch erstmals beobachtet, dass das Männchen seine Partnerin unmittelbar vor dem Beginn des Paarungstanzes mit den Pedipalpen zu sich heranzieht, mit seinen Cheliceren ihre Cheliceren ergreift und festhält, und den Griff der Pedipalpen löst. Welche Rolle dieses außer von Opistophthalmus nur von wenigen Skorpionen bekannte Detail spielt, ist ungeklärt.

### Beute und Fressverhalten

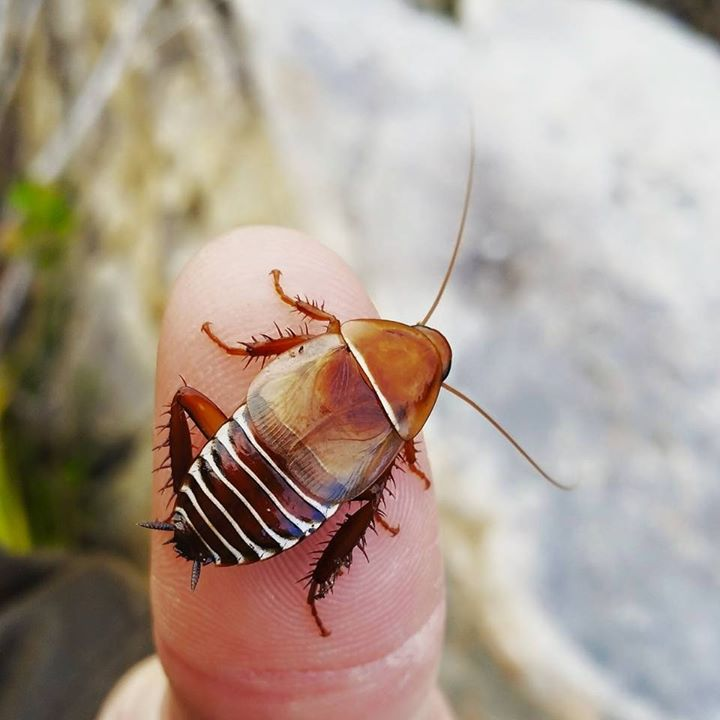
Schabe Temnopteryx phalerata

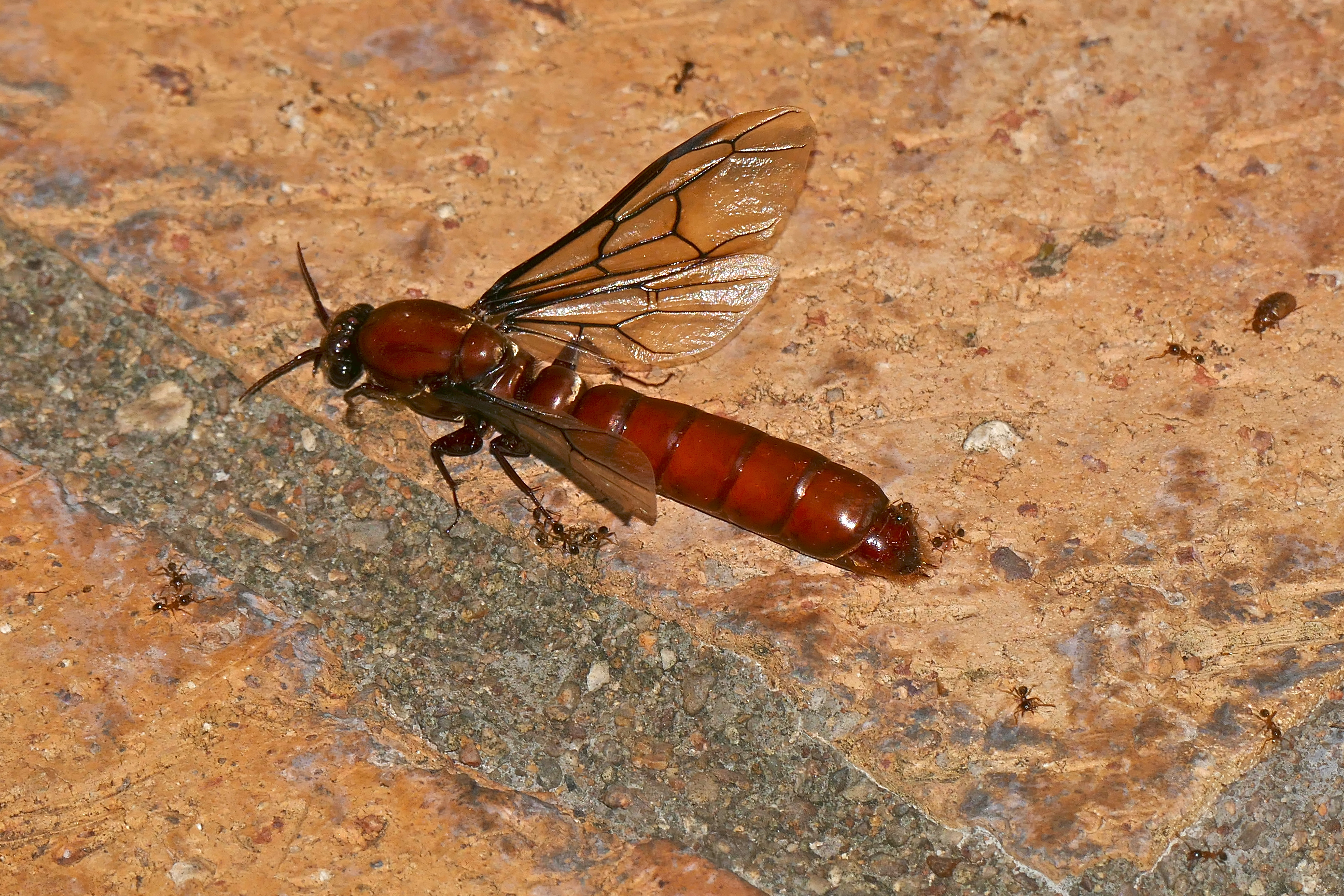
Treiberameise Dorylus helvolus, attackiert durch kleinere Ameisen.

Zum Beutespektrum gehören überwiegend Gliedertiere, einschließlich anderer Skorpione. Kannibalismus, insbesondere zum Nachteil von Jungtieren, ist eine normale Erscheinung. Opistophthalmus capensis wurde in natürlicher Umgebung beim Erbeuten der Treiberameise Dorylus helvolus und der Schabe Temnopteryx phalerata beobachtet. Im Labor gehaltene Tiere dieser Art nahmen außerdem Amerikanische Großschaben, Randwanzen, Skorpione der Art Uroplectes lineatus, Asseln, Blatthornkäfer, Käferlarven, Nachtfalter und deren Larven bereitwillig als Futtertiere an. Hundertfüßer, Doppelfüßer und Laufkäfer der Gattung Anthia wurden hingegen verschmäht. Skorpione überwältigen gelegentlich andere Beutetiere als Gliederfüßer. Für Opistophthalmus carinatus ist der Verzehr von Ahlenschnecken belegt, im Laborversuch wurden jedoch Insekten bevorzugt, wenn sie verfügbar waren. Die gleiche Art wurde beim Verzehr eines jungen Geckos beobachtet, der zufällig in den Bau des Skorpions geraten war.
Bei Opistophthalmus capensis konnten in den Kammern ausgegrabener Wohnröhren Pellets aus Nahrungsresten gefunden werden. Sie bestanden überwiegend aus unverdaulichen Deckflügeln und Beinen von Schwarzkäfern und Schaben. Für mehrere Arten konnten Laborbeobachtungen zum Fressverhalten gemacht werden. Kleine Beutetiere werden mit den Chelae ergriffen, wobei das Metasoma angehoben, aber die Beute nicht gestochen wird. Bei größeren ergriffenen Beutetieren führt der Skorpion sein Metasoma mit dem Telson langsam seitlich an die Beute heran und sucht geeignete Stellen für das Injizieren des Gifts. Nur große und wehrhafte Beute wird in der Weise überwältigt, dass der Skorpion eine Angriffshaltung einnimmt, das Metasoma über den Körper nach vorne führt und der Beute eine Reihe von Stichen versetzt. Dieses Verhalten unterscheidet sich von demjenigen der ebenfalls im südlichen Afrika verbreiteten Parabuthus-Arten, bei denen zur Verteidigung und beim Überwältigen von Beute primär der Giftapparat zum Einsatz kommt. Der Skorpion beginnt nach dem Überwältigen der Beute sofort mit deren Verzehr und benötigt dafür im Labor, abhängig von der Größe der Beute, eine bis drei Stunden.

### Fressfeinde

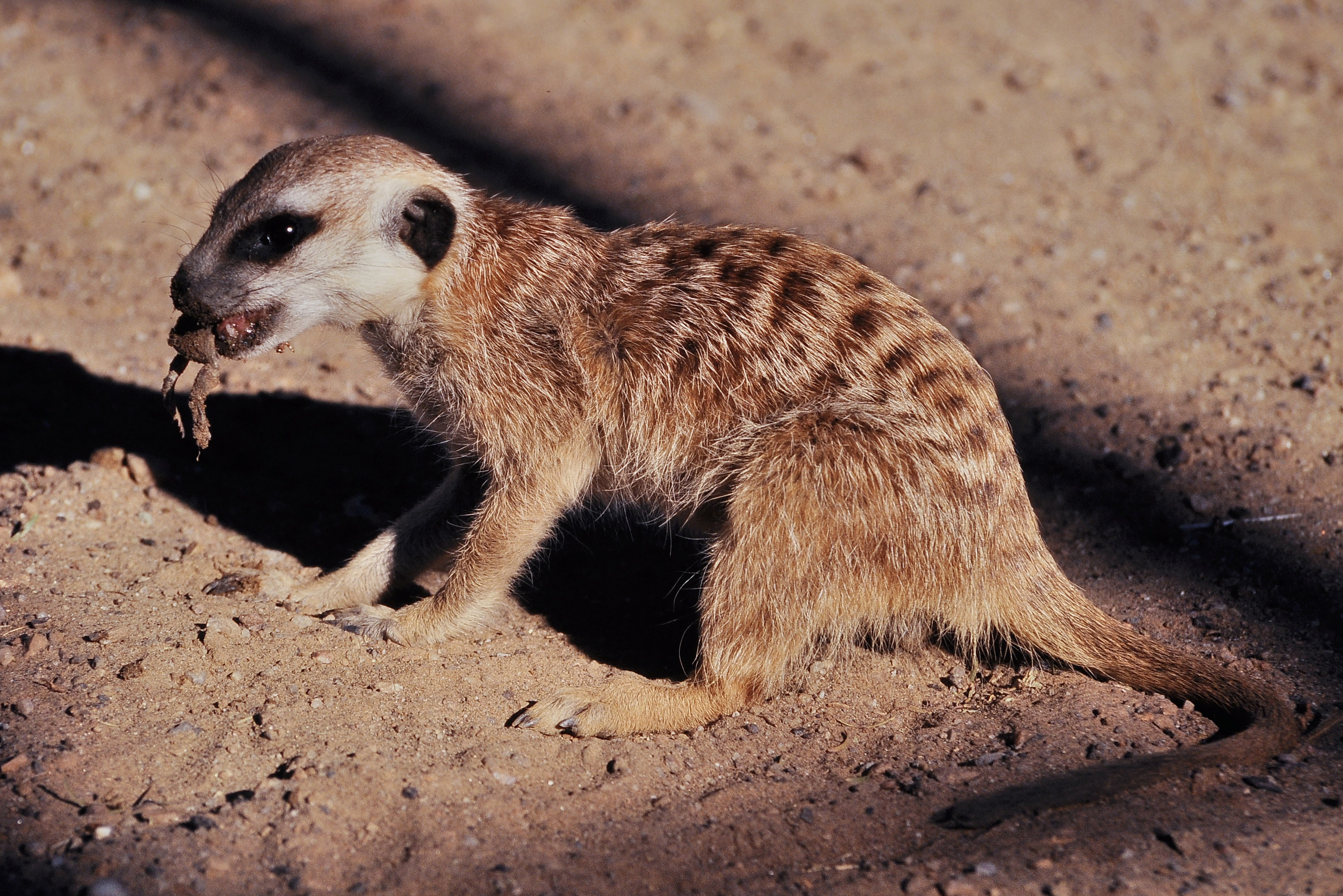
Erdmännchen beim Verzehr eines Froschs, Namibia

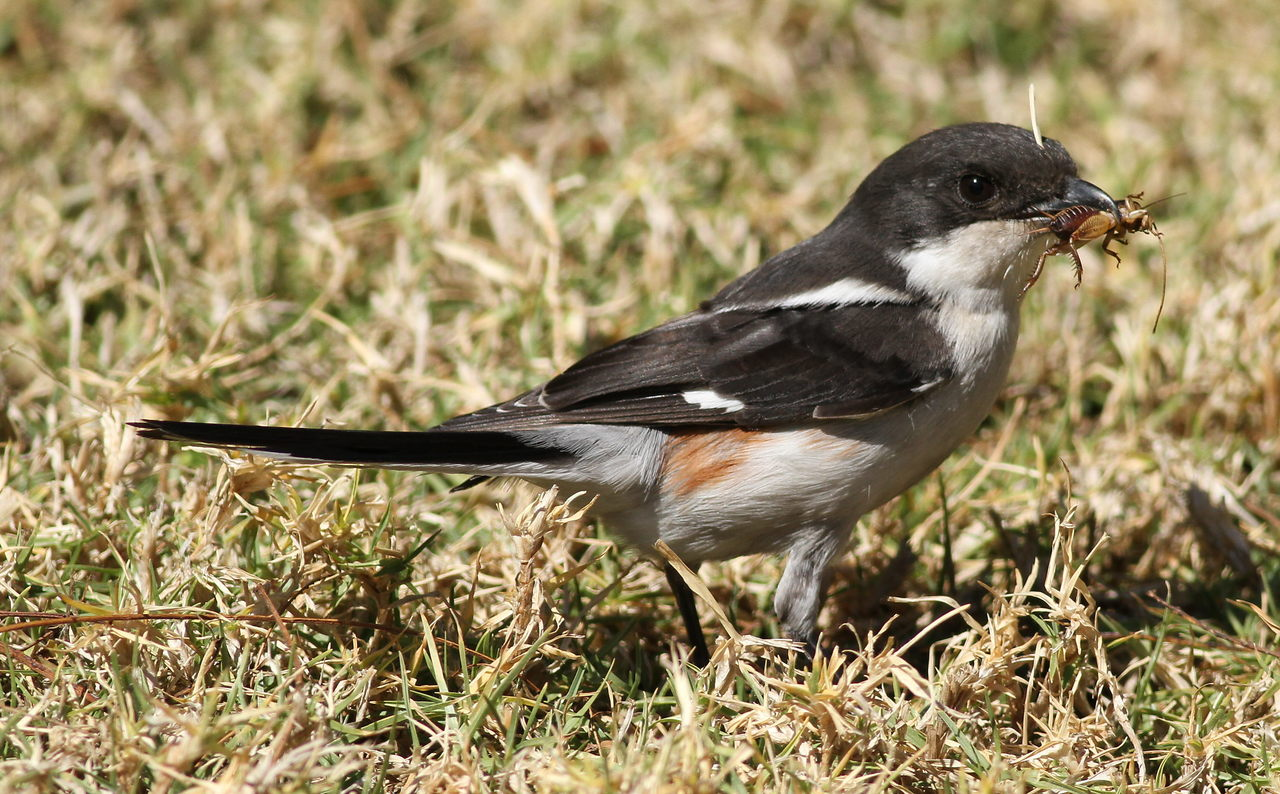
Südlicher Fiskalwürger mit erbeuteter Grille.

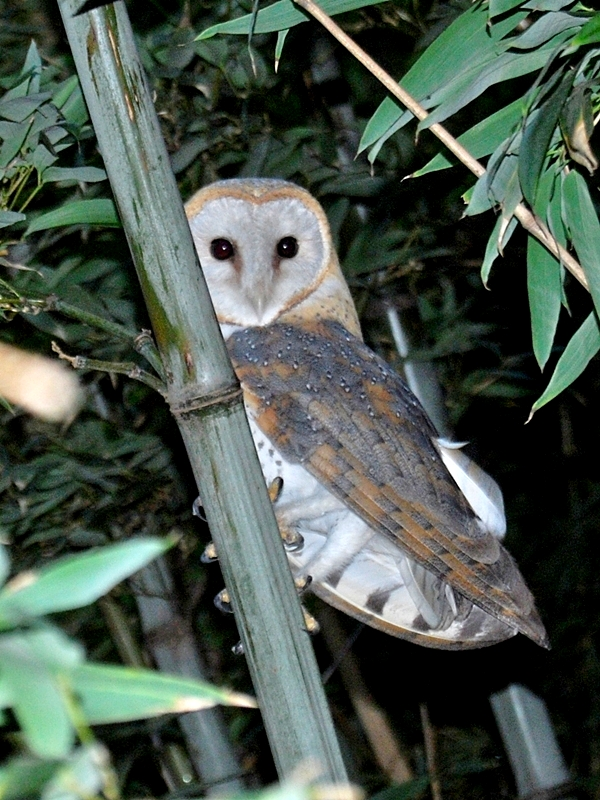
Schleiereule, Provinz Gauteng, Südafrika

Als Prädatoren von Skorpionen der Gattung Opistophthalmus sind im südlichen Afrika Bärenpaviane, Erdwölfe, Afrikanische Zibetkatzen, Erdmännchen und Honigdachse belegt. Die Erdmännchen gelten als weitgehend unempfindlich gegen Skorpiongift, sie zeigen aber dennoch in Bezug auf erbeutete Skorpione der Gattungen Parabuthus und Opistophthalmus ein unterschiedliches Verhalten. Bei den hochgiftigen Parabuthus-Arten entfernen sie frühzeitig das Telson mit dem Giftstachel, während sie bei Opistophthalmus die Pedipalpen mit den kräftigen Scheren abreißen. Für die Honigdachse konnte in einer Feldstudie ermittelt werden, dass das Ausgraben von Skorpionen im Vergleich zu jenem von Säugetieren und Reptilien wegen der geringen Biomasse der Beutetiere unattraktiv ist. Es fand nur während der kalten und feuchten Jahreszeit in nennenswertem Umfang statt, wenn es an anderen Beutetieren wie Kleinsäugern und Bienenlarven mangelte. Auch dann machten Skorpione, in der Feldstudie fast ausschließlich Opistophthalmus wahlbergii, nur einen geringen Gewichtsanteil der Nahrung der Honigdachse aus. Die Zahl der verzehrten Skorpione war allerdings beträchtlich, unter den mehr als 2.000 verzehrten Beutetieren befanden sich fast 200 Skorpione.
Erst in der Mitte des 20. Jahrhunderts wurde erkannt, dass Fledermäuse Beute vom Boden aufnehmen können. Die auch im Süden Afrikas verbreitete Ägyptische Schlitznase war eine der ersten Arten, für die der Nachweis des Erbeutens bodenlebender Gliederfüßer erbracht wurde. In Namibia wurden von einem Farmer täglich Kot und Fraßreste vorgefunden, die Teile von Opistophthalmus wahlbergii bis hin zu fast vollständigen Skorpionen enthielten. Spätere Langzeitbeobachtungen an Futterplätzen der Großen Schlitznase konnten keinen besonders großen Anteil von Skorpionen in deren Nahrung bestätigen. Die Zusammensetzung ihrer Nahrung schwankt allerdings geografisch, jahreszeitlich und von Jahr zu Jahr stark, und es wurde beobachtet, dass die Nahrung bisweilen, entsprechend ihrer Verfügbarkeit, über einen längeren Zeitraum nur aus Fröschen oder Fledermäusen bestand.
Unter den Vögeln liegen von Bokmakiris und dem Südlichen Fiskalwürger Berichte über den Verzehr von Skorpionen vor. Aufgrund ihrer übereinstimmend nächtlichen Aktivität sind Eulen weitere bedeutende Fressfeinde. Für den Fleckenuhu, die Schleiereule und die Kapgraseule ist das Erbeuten von Skorpionen durch die Untersuchung von Gewöllen nachgewiesen worden. In der Namib gab es Funde von Gewöllen der Schleiereule, deren Bestandteile überwiegend Reste von Skorpionen waren.
Kleinere Arten von Opistophthalmus und Jungtiere größerer Arten gehören zum Beutespektrum anderer Skorpione, einschließlich ihrer ausgewachsenen Artgenossen. Sie vermeiden häufig das Zusammentreffen mit diesen lauernd am Eingang ihrer Wohnröhren liegenden oder auf dem Boden jagenden Fressfeinden, indem sie sich selbst zur Nahrungssuche auf die Vegetation begeben.

### Parasiten
Die Parasitenfauna der Skorpione ist insgesamt nur schlecht erforscht. Bei einer Untersuchung von Skorpionen aus sieben beschriebenen und vier bislang unbeschriebenen Arten der Gattung Opistophthalmus wurde festgestellt, dass alle untersuchten Tiere mit dem parasitisch lebenden Bakterium Wolbachia infiziert waren. Bei fünf Skorpionen konnten die Stämme von Wolbachia bestimmt werden. Jeder Skorpion war nur von einem Stamm befallen, und alle fünf trugen unterschiedliche Stämme. Die Stämme sind nahe miteinander verwandt und bilden wahrscheinlich eine monophyletische Gruppe. Innerhalb der Systematik von Wolbachia gehören sie der geografisch weit verbreiteten aber nicht besonders häufigen Supergruppe F an. Es ist vorerst ungeklärt, ob Infektionen mit Wolbachia-F unter Skorpionen weiter verbreitet oder eine Eigenheit von Opistophthalmus sind.

## Gefährdung

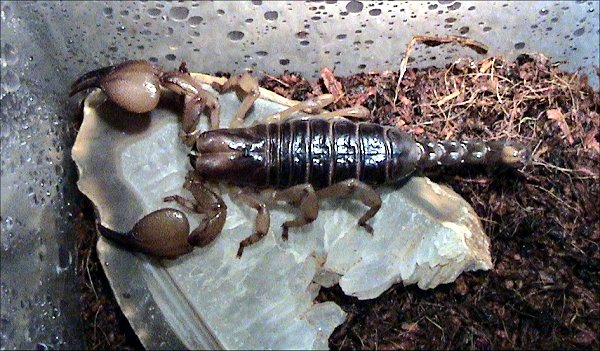
Terrarienfoto von Opistophthalmus glabrifrons

Die Zerstörung ihrer Lebensräume durch Landwirtschaft, Abholzung und Verstädterung ist die größte Bedrohung für Arten der Gattung Opistophthalmus, die sich durch ihre starke Anpassung an spezielle Habitate und ihre teilweise sehr kleinen Verbreitungsgebiete auszeichnen. Eine Art scheint bereits ausgestorben zu sein. Andere Arten, insbesondere Endemiten der südafrikanischen Provinz Westkap, werden als vom Aussterben bedroht betrachtet.
Mehrere Arten, darunter Opistophthalmus glabrifrons und Opistophthalmus wahlbergii, werden seit langem mit dem angeblichen Herkunftsland Mosambik im europäischen, nordamerikanischen und japanischen Terrarienhandel vertrieben. Opistophthalmus wahlbergii kommt in Mosambik nicht vor, die Exemplare aus dem Terrarienhandel stimmen in ihrer Morphologie mit der im Grenzgebiet zwischen Südafrika und Simbabwe sowie im östlichen Botswana verbreiteten Form überein. Es handelt sich mit großer Wahrscheinlichkeit um illegal gefangene und exportierte Tiere. Es ist üblich, in Südafrika und seinen Nachbarländern illegal gefangene Skorpione mit falschen Herkunftsangaben zu versehen. Zwei weitere Arten, Opistophthalmus boehmi und Opistophthalmus carinatus, konnten ebenfalls im Terrarienhandel identifiziert werden. Für Opistophthalmus latimanus erschien sogar ein Bericht über dessen Terrarienhaltung in einer tschechischen Zeitschrift für Aquarienfreunde.

## Systematik

### Äußere Systematik
Zu Beginn des 21. Jahrhunderts bestand die Familie Scorpionidae aus vier in Afrika und Asien verbreiteten Gattungen, Heterometrus, Opistophthalmus, Pandinus und Scorpio. Seither sind Phylogenie und Taxonomie dieser Familie umstritten.

#### Systematik nach Soleglad und Fet
2003 veröffentlichten die US-amerikanischen Arachnologen Michael E. Soleglad und Victor Fet von der Marshall University zahlreiche Änderungen der höheren Systematik der Skorpione. So erklärten sie die überwiegend neuweltliche Familie Diplocentridae zum Synonym der Scorpionidae. In einer weiteren Veröffentlichung wurde 2005 die Familie Urodacidae mit Scorpionidae synonymisiert. Auf die heftige Kritik mehrerer Kollegen hin bekräftigten die Autoren um Soleglad ihre Entscheidungen zur Taxonomie. Da Soleglad und Fet Ende 2005 mit dieser Zurückweisung der Kritik die letzte Veröffentlichung zu diesem Thema verfasst haben, ist ihr Standpunkt heute formal gültig. Die Auseinandersetzung darüber ist jedoch nicht abgeschlossen. Einige nachfolgende Autoren betrachteten eigentlich nicht mehr bestehende Familien als weiterhin gültig. Soleglad und Fet zufolge umfasst die Familie Scorpionidae 20 Gattungen, darunter Opistophthalmus.

#### Systematik nach Prendini, Ward und Wheeler
Lorenzo Prendini, Timothy M. Ward und Ward C. Wheeler vom American Museum of Natural History in New York City vertreten die Ansicht, dass Opistophthalmus mit den Gattungen Scorpio, Pandinus und Heterometrus die monophyletische Familie Scorpionidae bildet. Innerhalb dieser Klade sei Opistophthalmus die ursprünglichste Gattung. In einer ungewöhnlich scharfen Erwiderung auf die Veröffentlichung von Soleglad und Fet 2003 bestritten Prendini und Wheeler im Jahr 2005 die Gültigkeit der geänderten Systematik und stellten die ursprüngliche Systematik vorübergehend wieder her.
Die Ursprünglichkeit von Opistophthalmus war bereits 1925 von dem südafrikanischen Zoologen John Hewitt erkannt worden, sie wurde 2003 durch eine umfangreiche DNA-Sequenzanalyse von Arten der Familie Scorpionidae bestätigt. Opistophthalmus bildet mit Scorpio eine Klade, deren Abtrennung von der Klade mit Pandinus und Heterometrus bereits im östlichen Gondwanaland erfolgte. Für die Herausbildung der zahlreichen Arten von Opistophthalmus wird ein Zeitraum vom Eozän bis zum späten Pliozän angenommen, während dessen das Klima im südlichen und östlichen Afrika heißer und trockener wurde.
In einer neueren Arbeit von Prashant P. Sharma und Kollegen aus dem Jahr 2015 kamen diese Autoren zu dem Schluss, dass die Familien Scorpionidae  und Hormuridae gegeneinander paraphyletisch seien. Ein Vertreter der Typusgattung Scorpio wäre demnach nächstverwandt zu Opisthacanthus madagascariensis (Hormuridae). Die Gattung Opistophthalmus selbst war nicht mitgetestet worden. Da die Autoren auf eine taxonomische Revision, nicht zuletzt aufgrund mangelhafter Taxonabdeckung, verzichteten, ist der Status der Familien damit derzeit zweifelhaft.

### Erstbeschreibung

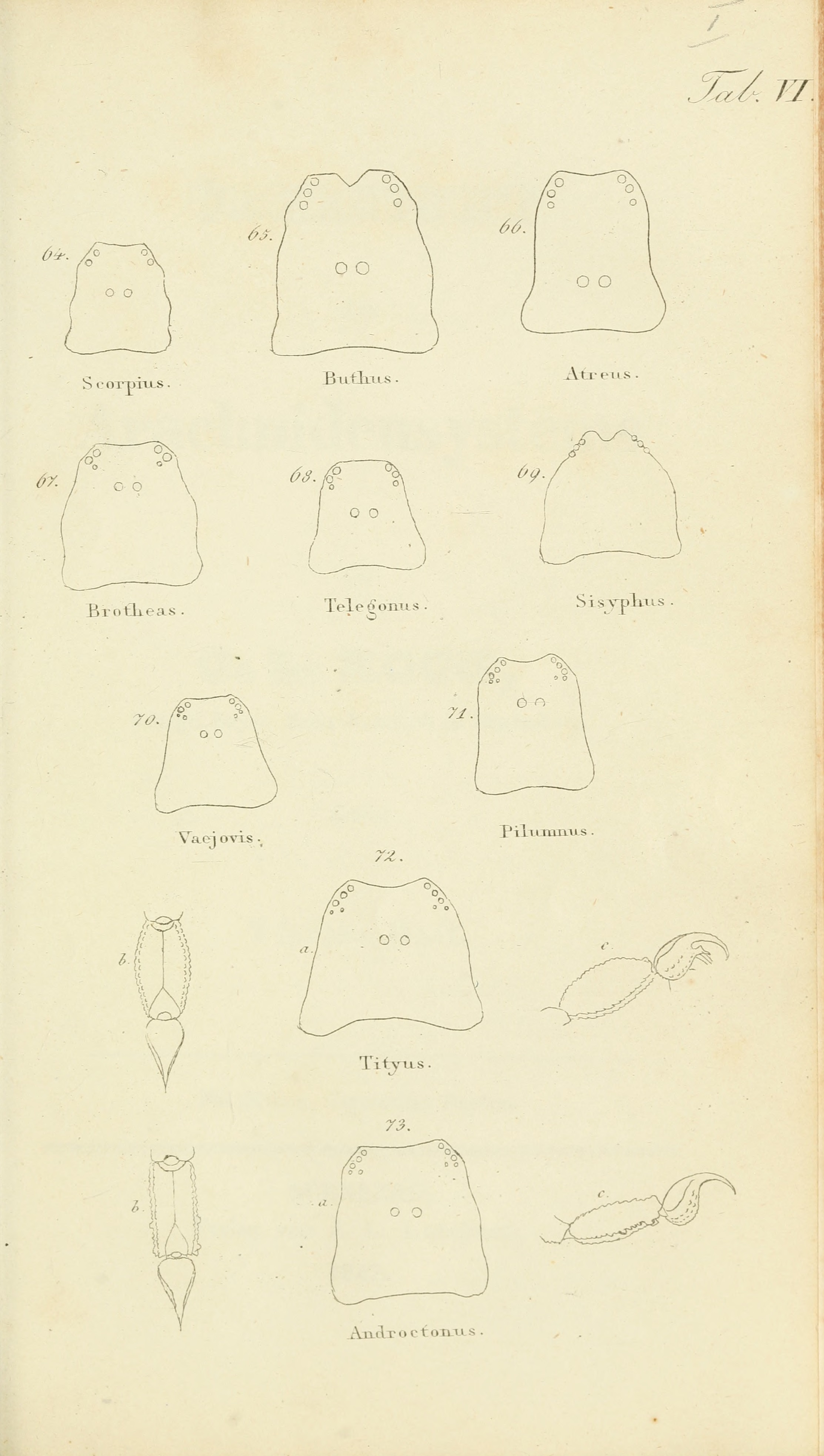
Tafel VI aus Übersicht des Arachnidensystems von Carl Ludwig Koch, 1837. Oben rechts falsche Bildunterschrift „Atreus“. Vergleich der Augenpositionen: jene von „Atreus“ (also Opistophthalmus) besonders weit hinten.

Die Gattung wurde 1837 von Carl Ludwig Koch in seiner Übersicht des Arachnidensystems beschrieben. In seiner Beschreibung stellte Koch Opistophthalmus mit der Gattung Buthus in die Familie Buthis, in der er die achtäugigen Skorpione zusammenfasste. Für die Abgrenzung der Familien und der Gattungen voneinander dienten Koch lediglich die Anzahl und die Positionen der Augen als diagnostisches Kriterium. Als Typspezies legte Koch den 1800 von Johann Friedrich Wilhelm Herbst als Scorpio capensis beschriebenen Opistophthalmus capensis fest. Herbst hatte 1800 drei Typusexemplare zur Grundlage seiner Artbeschreibung gemacht, zwei aus seiner eigenen Sammlung und eines aus der Sammlung des deutschen Entomologen Peter Ludwig Heinrich von Block. Bei einer Revision der Art Opistophthalmus capensis stellte der südafrikanische Arachnologe E. B. Eastwood 1977 fest, dass die Syntypen verschollen sind. Daher beschrieb Eastwood für Opistophthalmus capensis einen Neotypen. Das Typusexemplar befindet sich mit drei Toponeotypen in der Sammlung des Iziko South African Museum, je ein Toponeotypus wird im Natal Museum und im Berliner Museum für Naturkunde aufbewahrt.

### Etymologie
Die Gattungsbezeichnung ist ein Kompositum aus den griechischen Begriffen ὄπισθε opisthe für „hinten“ und ὀφθαλμός ophthalmos für „Auge“. Damit nahm Koch Bezug darauf, dass bei Opistophthalmus das mediale Augenpaar weit hinten liegt.

### Synonyme

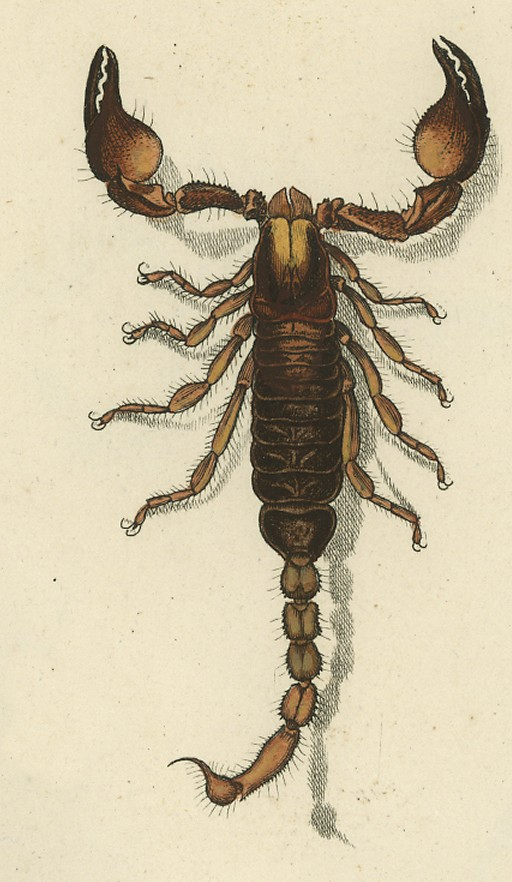
Opistophthalmus capensis (Illustration aus Natursystem der Ungeflügelten Insekten von Johann Friedrich Wilhelm Herbst, 1800)

- Atreus Koch, 1837: der Gattungsname Atreus war in der Erstbeschreibung von Opistophthalmus irrtümlich als Bildunterschrift unter eine Zeichnung auf einer Tafel mit der Augenanordnung verschiedener Gattungen der Skorpione gesetzt worden. Aufgrund eines Verweises aus dem Text heraus ist unzweifelhaft, dass es sich bei „Atreus“ um Opistophthalmus handelt.[56][60] Oscar F. Francke hat den Fehler richtig als Lapsus calami identifiziert, aber als vermeintlich korrekte Gattung Isometrus angegeben.[61][62]
- Miaephonus Thorell, 1876: in diese neue Gattung stellte Tamerlan Thorell 1876 die neu beschriebene Art Miaephonus wahlbergii (Opistophthalmus wahlbergii).[63] Die Gattung wurde 1894 von Karl Kraepelin in seiner großen Revision der Skorpione zum Synonym von Opistophthalmus erklärt.[64]
- Mossamedes Simon, 1888: in der gleichen Veröffentlichung wie Petrovicus furcatus beschrieb Eugène Simon auch Mossamedes opinatus (Opistophthalmus opiatus). Die Gattung Mossamedes sollte wie Petrovicus eine Zwischenform von Heterometrus und Opistophthalmus sein, jedoch mit weiteren Unterscheidungsmerkmalen.[65] In seiner Revision der Skorpione von 1893 erklärte Pocock Mossamedes zum Synonym von Miaephonus.[66]
- Oecopetrus Pocock, 1893: Die 1879 von Karsch als Petrooicus beschriebene Gattung wurde 1893 von Pocock in Oecopetrus umbenannt, weil Petroicus bereits als Gattungsname in der Familie Schnäpper der Ordnung Sperlingsvögel vergeben war.[66] Diese Entscheidung wurde erst 1985 durch Francke als falsch erkannt, der darauf hinwies, dass es sich bei Petrooicus und Petroicus um durchaus unterschiedliche Namen gehandelt habe.[67] 1899 wurde Oecopetrus von Kraepelin zum Synonym von Opistophthalmus erklärt.[68]
- Opisthophthalmus Peters, 1861: die von Koch gewählte Schreibweise wurde von nachfolgenden Autoren, erstmals 1861 von Wilhelm Peters bei der Erstbeschreibung von Opistophthalmus glabrifrons,[69] als fehlerhafte Latinisierung durch Opisthophthalmus ersetzt. Dem folgten zahlreiche weitere Autoren, so dass die ältere Literatur überwiegend diese Schreibweise enthält. Oscar F. Francke hat die Änderung 1985 als unbegründete Emendation zurückgewiesen.[70] In der neueren Literatur wird die Gattung überwiegend Opistophthalmus genannt, die Schreibweise Opisthophthalmus taucht aber noch gelegentlich auf.
- Petrooicus Karsch, 1879: der 1861 von Wilhelm Peters als Heterometrus carinatus (Opistophthalmus carinatus) beschriebene Skorpion wurde 1879 von Ferdinand Karsch in die neue Gattung Petrooicus überführt. Zur Begründung wies Karsch auf die Lage des medianen Augenpaares hin, das auf dem Cephalothorax nur wenig hinter der Mitte liegt. Nach seiner Auffassung nahm der Skorpion damit eine Zwischenstellung gegenüber Heterometrus und Opistophthalmus ein, die das Aufstellen einer neuen Gattung rechtfertigte.[71] die Gattung wurde 1893 von Reginald Innes Pocock in Oecopetrus umbenannt.[66]
- Petrovicus Simon, 1888: bei der Veröffentlichung dieses Gattungsnamens glaubte Eugène Simon 1888, er folge der Entscheidung seines Kollegen Karsch, der 1879 Petrooicus beschrieben hatte. Allerdings wurde mit Simons Falschschreibung bei der Erstbeschreibung seines Petrovicus furcatus (Opistophthalmus furcatus) ein neuer Gattungsname in die Systematik eingeführt.[65] Simon gilt als Autor, weil er den Namen 1888 im Rahmen einer Artbeschreibung verwendete. Dass der österreichische Arachnologe Anton Ausserer bereits 1880 den gleichen Schreibfehler veröffentlichte ist ohne Belang, da er lediglich in einer Literaturübersicht die Beschreibung von Petrooicus durch Karsch zitierte.[72] Der Name wird als unbeabsichtigte Falschschreibung betrachtet.[62][73]
- Protophthalmus Lawrence, 1969: Der südafrikanische Arachnologe Reginald Frederick Lawrence stellte 1969 bei der Erstbeschreibung von Opistophthalmus holmi diese neue Art wegen mehrerer gering ausgeprägter oder fehlender körperlicher Merkmale in die neue Gattung Protophthalmus. Er nannte die Gattung „primitiver“ als Opistophthalmus, die ihrerseits „primitiver“ als Scorpio und Pandinus sei.[8] Die Beschreibung einer neuen Gattung erschien damals wegen der großen Unterschiede zwischen Opistophthalmus holmi und den übrigen Arten der Gattung Opistophthalmus gerechtfertigt. 1972 beschrieb Gerald Newlands mit Opistophthalmus concinnus eine neue Art aus der Kalahari, die in Bezug auf ihre körperlichen Merkmale ein Bindeglied zwischen Opistophthalmus holmi und den übrigen Arten darstellt. Da nunmehr die Alleinstellungsmerkmale für Protophthalmus fehlten und keine eindeutige Abgrenzung zwischen den Gattungen mehr möglich war, erklärte Newlands Protophthalmus zum Synonym von Opistophthalmus.[74]

### Arten

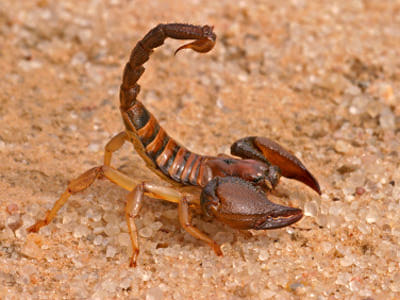
Opistophthalmus carinatus in drohender Haltung

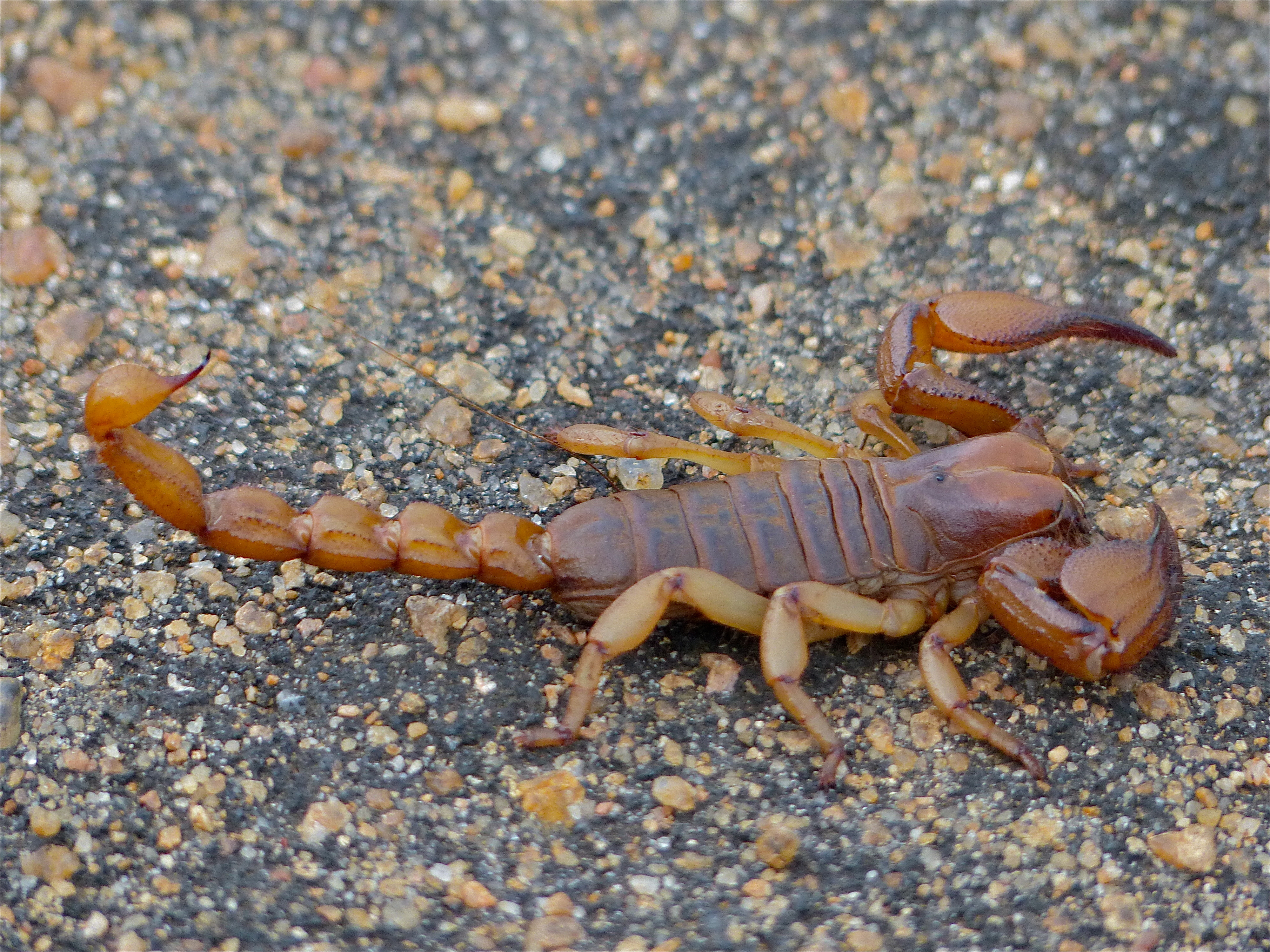
Opistophthalmus glabrifrons

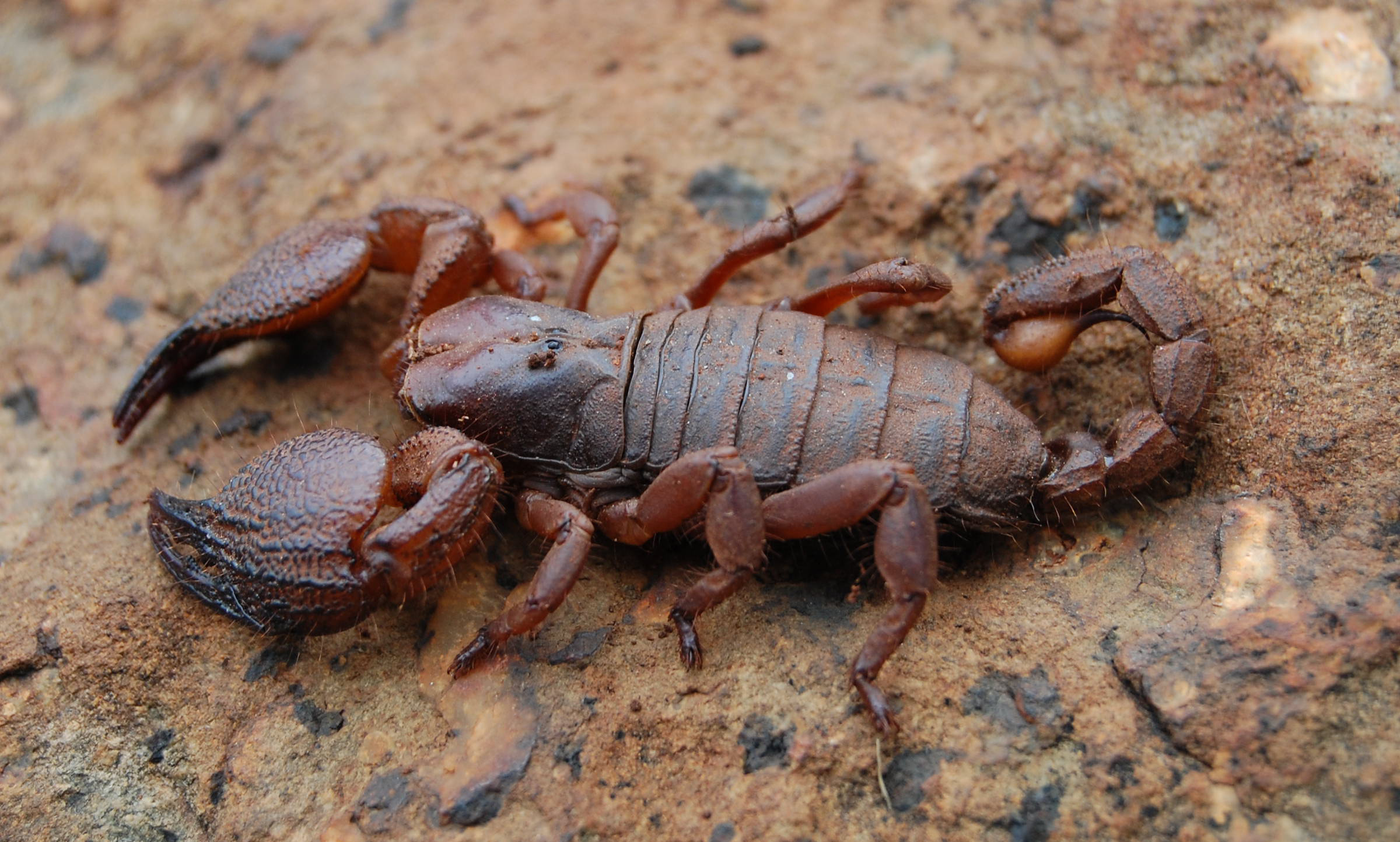
Opistophthalmus pugnax

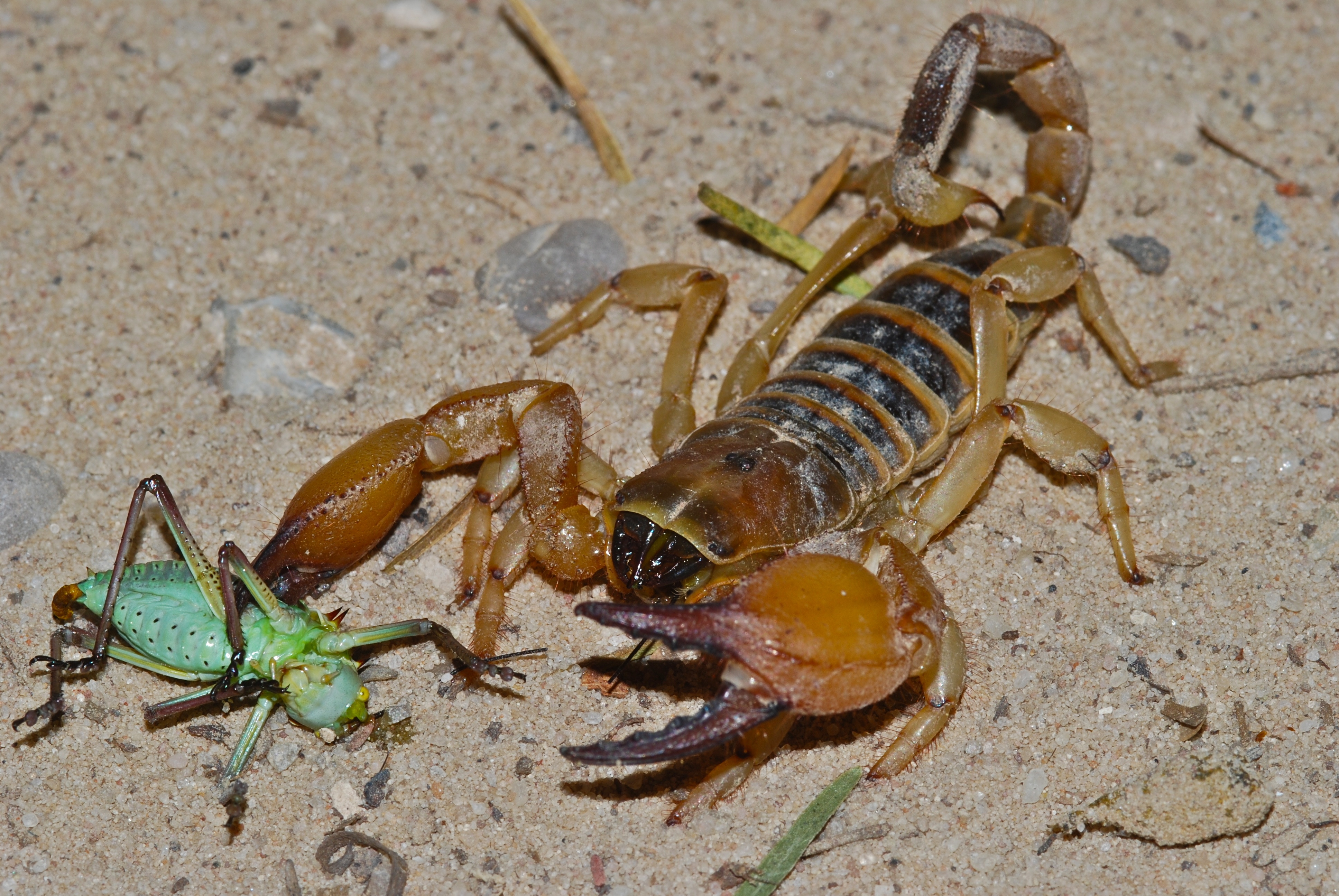
Opistophthalmus wahlbergii

Gegenwärtig umfasst die Gattung Opistophthalmus fast 60 Arten. Der US-amerikanische Arachnologe Lorenzo Prendini hat für seine Dissertation im Jahr 2001 eine Revision der Gattung durchgeführt und bei der Untersuchung von mehr als 17.000 Sammlungsexemplaren 76 Arten unterschieden, die Beschreibungen der neuen Arten aber nur informell veröffentlicht. Mit Blick auf eine geplante Revision der Gattung Opistophthalmus und deren Veröffentlichung als Monographie nannte Prendini eine zu erwartende Zahl von 80 und 85 Arten.
- Opistophthalmus adustus Kraepelin, 1908
- Opistophthalmus ammopus Lamoral, 1980
- Opistophthalmus ater Purcell, 1898
- Opistophthalmus austerus Karsch, 1879
- Opistophthalmus boehmi (Kraepelin, 1896)
- Opistophthalmus brevicauda Lawrence, 1928
- Opistophthalmus capensis (Herbst, 1800)
- Opistophthalmus carinatus (Peters, 1861)
- Opistophthalmus cavimanus Lawrence, 1928
- Opistophthalmus chaperi Simon, 1880
- Opistophthalmus chrysites Lawrence, 1967
- Opistophthalmus coetzeei Lamoral, 1979
- Opistophthalmus concinnus Newlands, 1972
- Opistophthalmus crassimanus Purcell, 1899
- Opistophthalmus fitzsimonsi Hewitt, 1935
- Opistophthalmus flavescens Purcell, 1898
- Opistophthalmus fossor Purcell, 1898
- Opistophthalmus fuscipes Purcell, 1899
- Opistophthalmus gibbericauda Lamoral, 1979
- Opistophthalmus gigas Purcell, 1898
- Opistophthalmus glabrifrons Peters, 1861
- Opistophthalmus granicauda Purcell, 1898
- Opistophthalmus granifrons Pocock, 1896
- Opistophthalmus haackei Lawrence, 1966
- Opistophthalmus harpei Harington, 2001
- Opistophthalmus holmi (Lawrence, 1969)
- Opistophthalmus intercedens Kraepelin, 1908
- Opistophthalmus intermedius Kraepelin, 1894
- Opistophthalmus jenseni (Lamoral, 1972)
- Opistophthalmus karrooensis Purcell, 1898
- Opistophthalmus keilandsi Hewitt, 1914
- Opistophthalmus lamorali Prendini, 2000
- Opistophthalmus laticauda Purcell, 1898
- Opistophthalmus latimanus C. L. Koch, 1841
- Opistophthalmus latro Thorell, 1894
- Opistophthalmus lawrencei Newlands, 1969
- Opistophthalmus leipoldti Purcell, 1898
- Opistophthalmus litoralis Lawrence, 1955
- Opistophthalmus longicauda Purcell, 1899
- Opistophthalmus lornae Lamoral, 1979
- Opistophthalmus luciranus Lawrence, 1959
- Opistophthalmus macer Thorell, 1876
- Opistophthalmus nitidiceps Pocock, 1896
- Opistophthalmus opinatus (Simon, 1888)
- Opistophthalmus pallipes C. L. Koch, 1842
- Opistophthalmus pattisoni Purcell, 1899
- Opistophthalmus penrithorum Lamoral, 1979
- Opistophthalmus peringueyi Purcell, 1898
- Opistophthalmus pictus Kraepelin, 1894
- Opistophthalmus pluridens Hewitt, 1918
- Opistophthalmus praedo Thorell, 1876
- Opistophthalmus pugnax Thorell, 1876
- Opistophthalmus pygmaeus Lamoral, 1979
- Opistophthalmus scabrifrons Hewitt, 1913
- Opistophthalmus schlechteri Purcell, 1898
- Opistophthalmus schultzei Kraepelin, 1908
- Opistophthalmus setifrons Lawrence, 1961
- Opistophthalmus ugabensis Hewitt, 1934
- Opistophthalmus wahlbergii Thorell, 1876

## Medizinische Bedeutung

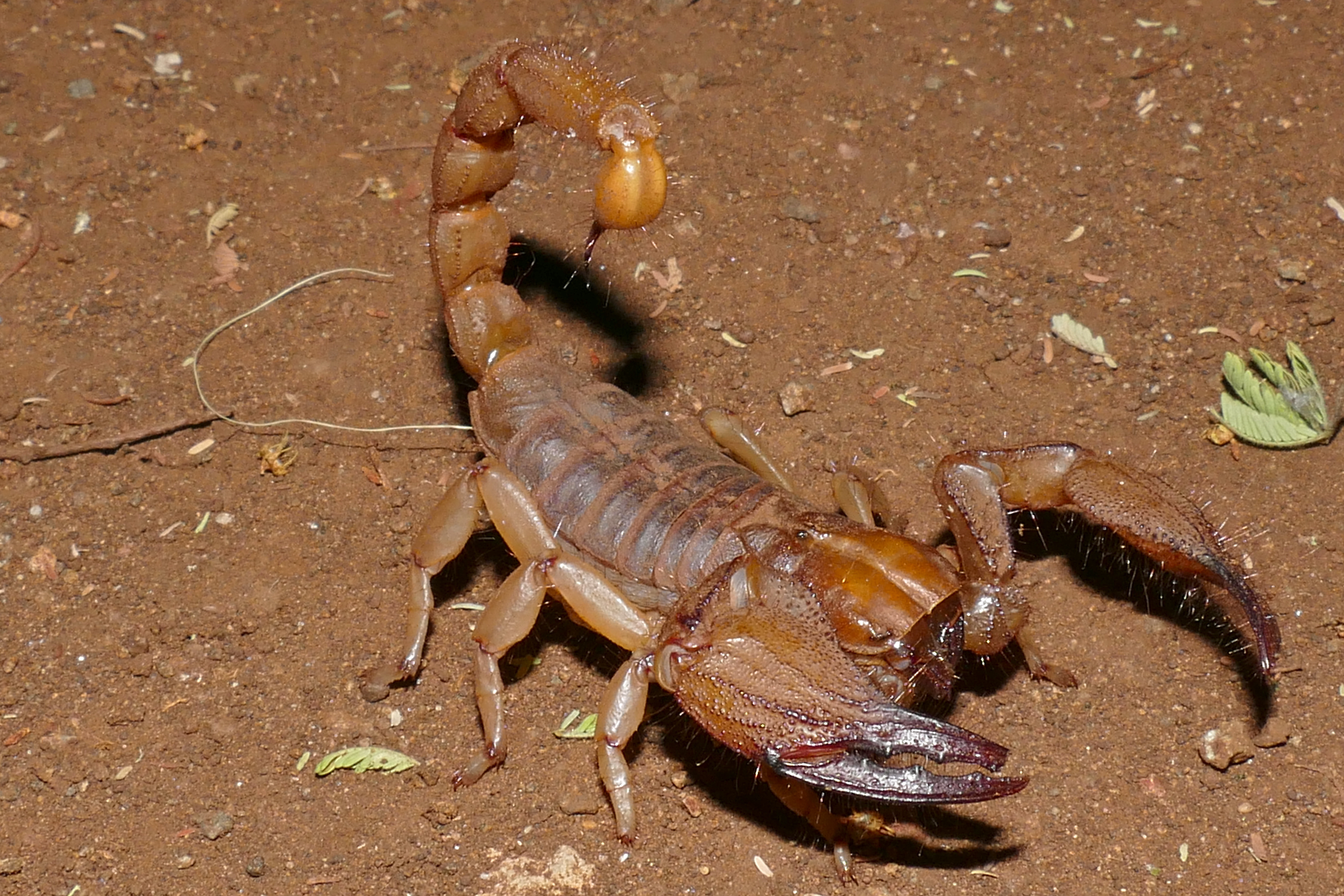
Opistophthalmus glabrifrons in drohender Haltung

Opistophthalmus glabrifrons gehört zu den wenigen Skorpionen der Familie Scorpionidae, deren Stich gravierende Vergiftungserscheinungen bewirken kann. Durch ihn hervorgerufene Vergiftungen gelten allerdings nicht als lebensbedrohlich, und das verfügbare Antivenom wirkt nur gegen das Gift von Arten der Gattung Parabuthus. Für die Stiche aller Arten von Opistophthalmus steht bei der medizinischen Versorgung die Schmerztherapie im Vordergrund. Von keiner anderen Art der Gattung Opistophthalmus sind bislang schwere Vergiftungen von Menschen bekannt geworden, und die Zahl der von Opistophthalmus glabrifrons verursachten Vergiftungen ist sehr gering. Alle tödlichen Vergiftungen durch Skorpione werden im südlichen Afrika von Parabuthus granulatus oder Parabuthus transvaalicus verursacht.
Das intravenös injizierte Skorpiontoxin von Opistophthalmus glabrifrons bewirkt bei Säugetieren und Vögeln verstärkten Speichelfluss, Tremor, Lähmungen und bei hinreichend hoher Dosierung den Tod infolge peripherer Atemlähmung. Die Symptome gleichen – mit Ausnahme des Speichelflusses – einer Vergiftung durch Parabuthus, aber die zum Hervorrufen dieser Symptome erforderliche Giftmenge ist bei Opistophthalmus glabrifrons höher als bei den Parabuthus-Arten. Bei intrakutaner Injektion kommt es im Bereich der Einstichstelle zu Ödemen, Blutungen, Entzündungen und schließlich zu Nekrosen. Diese lokalen Symptome bleiben bei der Injektion des Giftes von Parabuthus aus.

### Toxikologie
Die Skorpiongifte sind Mischungen zahlreicher Proteine, die auf unterschiedliche Weise als Toxine wirksam sind. Da die Arten von Opistophthalmus im Vergleich zu den im gleichen Verbreitungsgebiet vorkommenden Arten von Parabuthus keine nennenswerte Bedrohung für den Menschen darstellen, waren sie in der Vergangenheit nur in geringem Umfang Forschungsgegenstand der Toxikologie.
Aus dem Gift von Opistophthalmus carinatus konnten zwei Proteine mit den Bezeichnungen Opicalcin-1 und Opicalcin-2 (oder P60252 und P60253) isoliert werden. Beide Toxine binden sich an den Ryanodin-Rezeptor RYR1, der bei Auslösung von Muskelkontraktionen eine Rolle spielt, und beeinflussen sein Verhalten stark. Dabei binden sie sich an eine andere Stelle als Ryanodin.

### Pharmakologie
Das Gift von Opistophthalmus carinatus enthält zwei porenbildende Toxine, Opistoporin-1 und Opistoporin-2, die sich lediglich in einer Aminosäure unterscheiden und zu den α-helikalen antimikrobiellen Peptiden gehören. Die beiden Opistoporine zeigen eine stärkere antimikrobielle Wirkung gegenüber gramnegativen Bakterien als gegenüber grampositiven Bakterien. Darüber hinaus wirken sie antimykotisch.
Aus dem Gift von Opistophthalmus glabrifrons wurde das cysteinfreie Peptid Opisin isoliert. Opisin zeigt im Laborversuch auch in geringer Dosierung eine starke antimikrobielle Wirkung gegen grampositive Bakterien, darunter auch gegen Methicillin-resistenten Staphylococcus aureus und Vancomycin-resistente Enterokokken. Die antibiotische Wirkung gegenüber gramnegativen Bakterien und dem humanpathogenen Pilz Candida tropicalis war deutlich geringer. Gegenwärtig wird erforscht, ob Opisin als Vorlage für die Entwicklung von Antibiotika zur Behandlung von Infektionen mit multiresistenten Keimen dienen kann.